# کاردیوکندیلا
کاردیوکندیلا (نام علمی: Cardiocondyla) نام یک سرده از تیره مورچه است.